# Arizona Coyotes

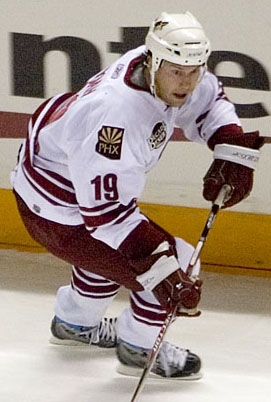
Equipació dels Arizona Coyotes

Els Arizona Coyotes són un equip professional d'hoquei sobre gel de Glendale (Arizona), dins l'àrea metropolitana de Phoenix (Arizona), Estats Units. Juguen a la National Hockey League a la Divisió Pacífic de la Conferència Oest. L'equip fou fundat el 1996 després del trasllat de l'anterior franquícia, els Winnipeg Jets del Canadà. L'equip té la seu al Gila River Arena de 17.000 espectadors, inaugurat el 2003 com a Glendale Arena, i és especialment construït per la pràctica de l'hoquei. Els colors dels Coyotes són el vermell, el marró sorra i el blanc. L'equip juga amb jersei i pantalons vermells a casa, i amb jersei blanc i pantalons vermells a fora, i sempre amb franges de marró sorra.